# Navarretia fossalis
Navarretia fossalis là một loài thực vật có hoa trong họ Polemoniaceae. Loài này được Moran mô tả khoa học đầu tiên năm 1977.

## Hình ảnh

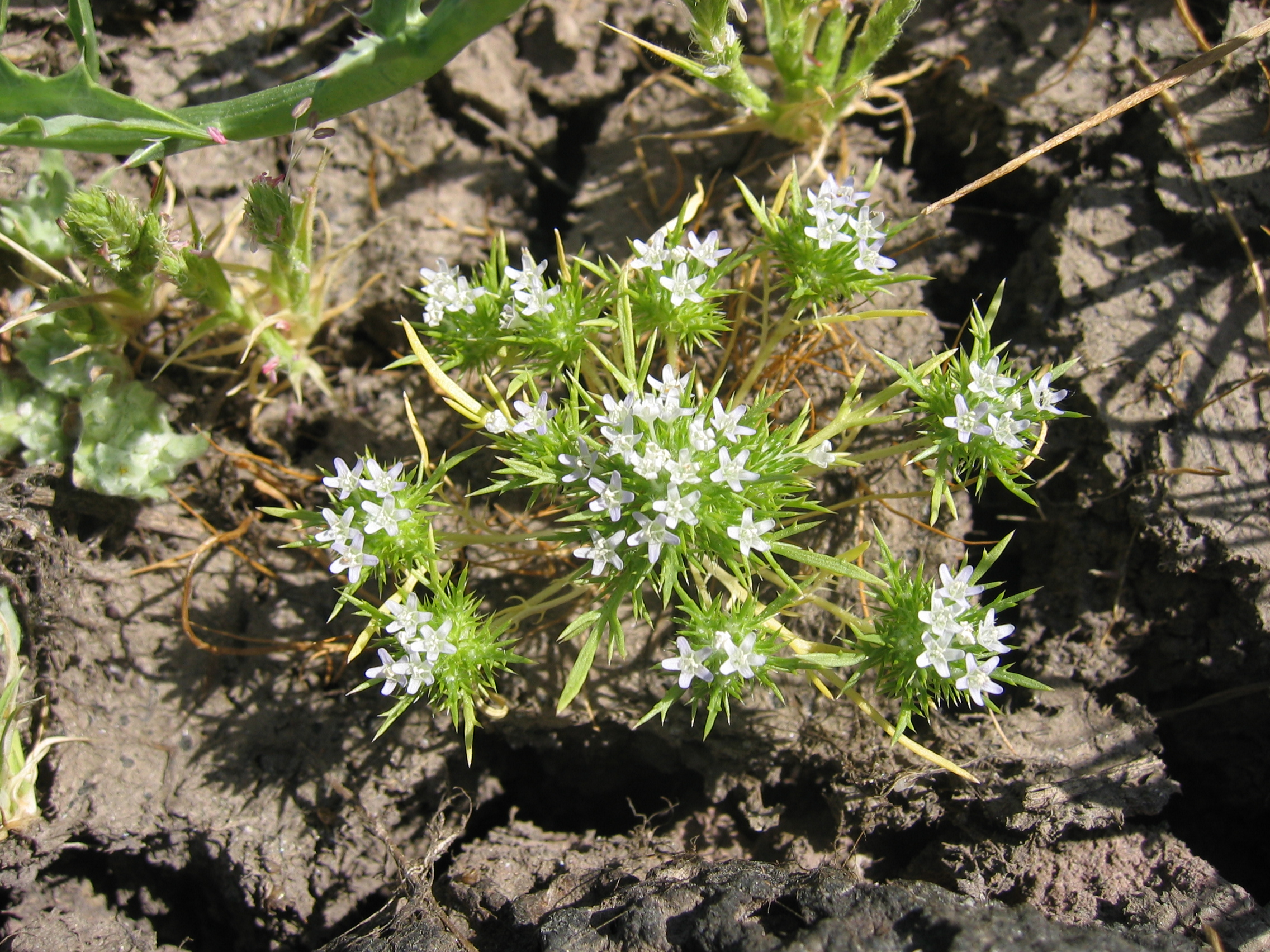
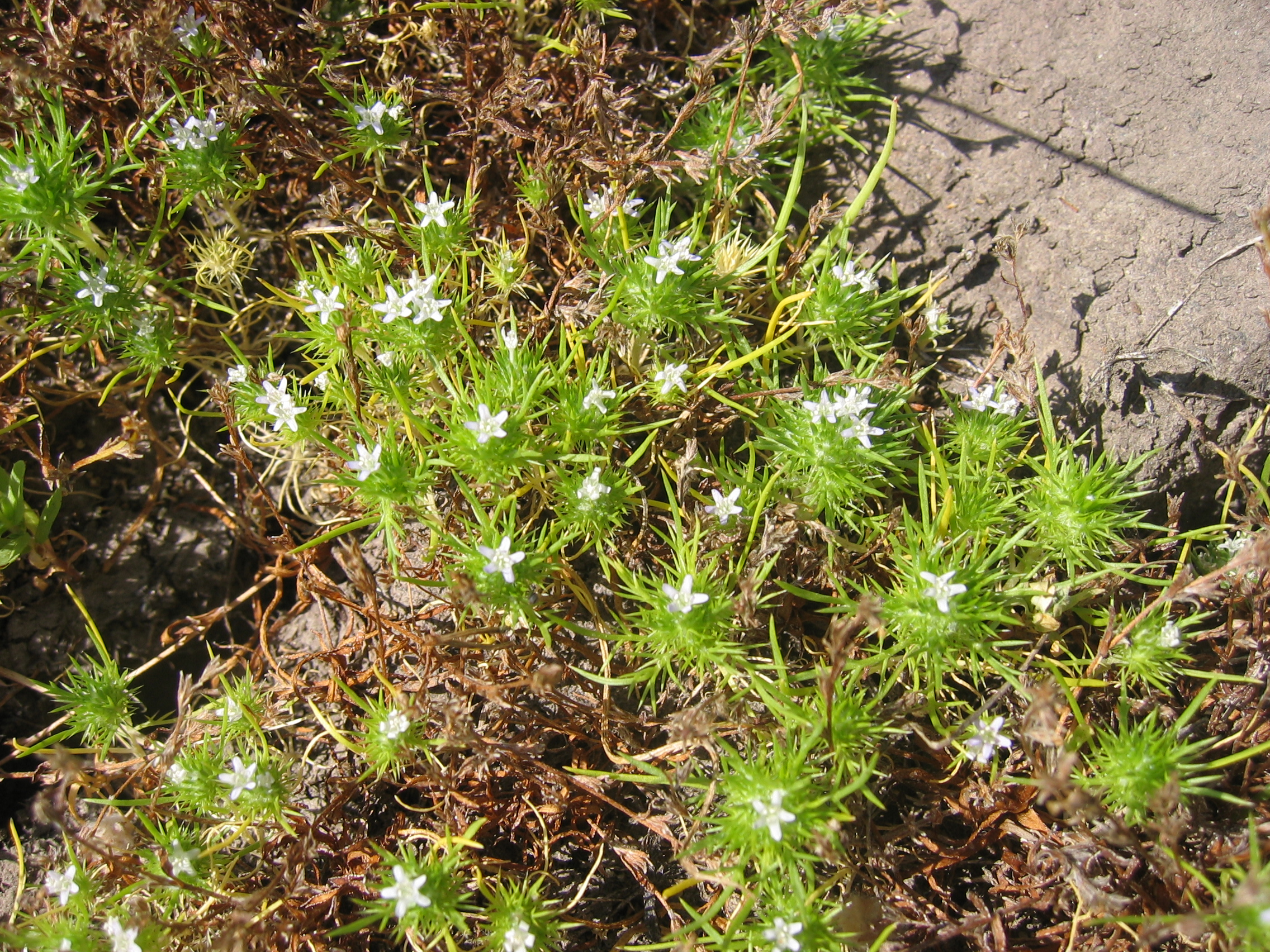